# Gabčíkovo
Gabčíkovo, ungarisch Bős (bis 1948 slowakisch Beš; deutsch selten Bösch) ist eine Stadt in der Südwestslowakei mit 5290 Einwohnern (Stand 31. Dezember 2024).

## Geographie

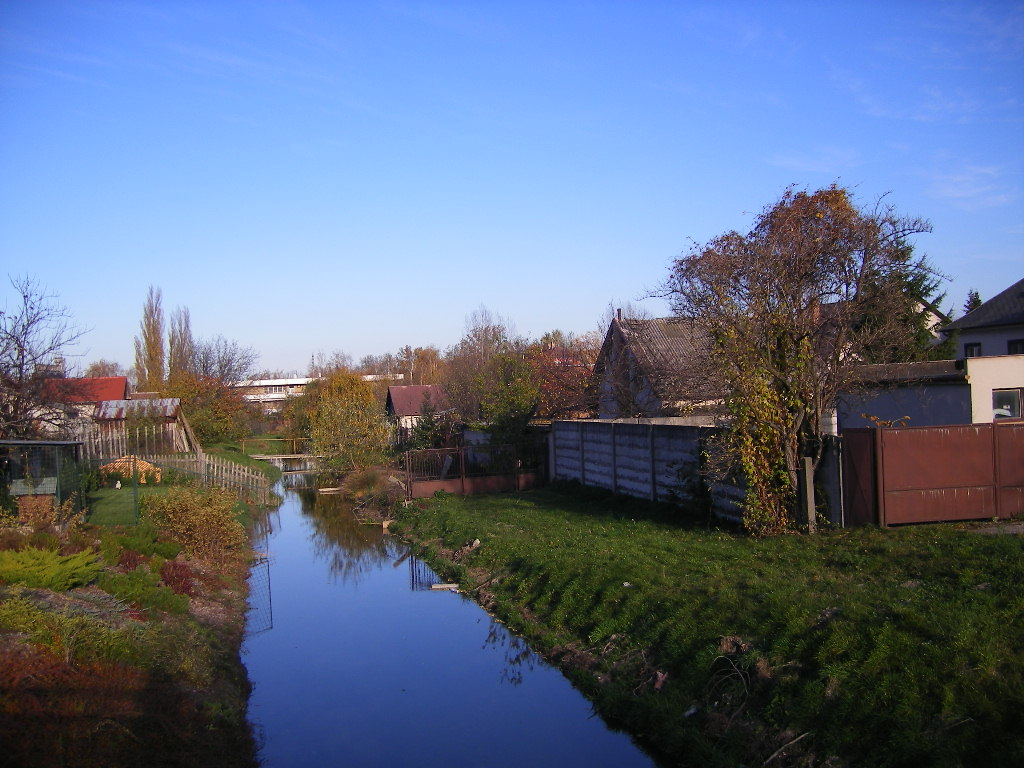
Der Čiližský potok bei Gabčíkovo

Die Stadt liegt auf der Großen Schüttinsel im slowakischen Donautiefland. Durch Gabčíkovo fließt der Čiližský potok und rund um den Ort sind einige Kanäle angelegt. Weiter südwestlich fließt die Donau, sowohl im Kraftwerkskanal des Wasserkraftwerks Gabčíkovo als auch im ursprünglichen Flussbett an der Grenze zu Ungarn. Dort findet man ursprüngliche Auwälder. Das Stadtzentrum liegt auf einer Höhe von 116 m n.m. und ist 12 km von Dunajská Streda und 53 km von Bratislava entfernt.
Nachbargemeinden sind Vrakúň im Norden, Pataš im Osten, Baloň im Südosten, Ňárad und Sap im Süden, Ásványráró und Lipót (beide in Ungarn) im Südwesten und Baka im Westen.

## Geschichte

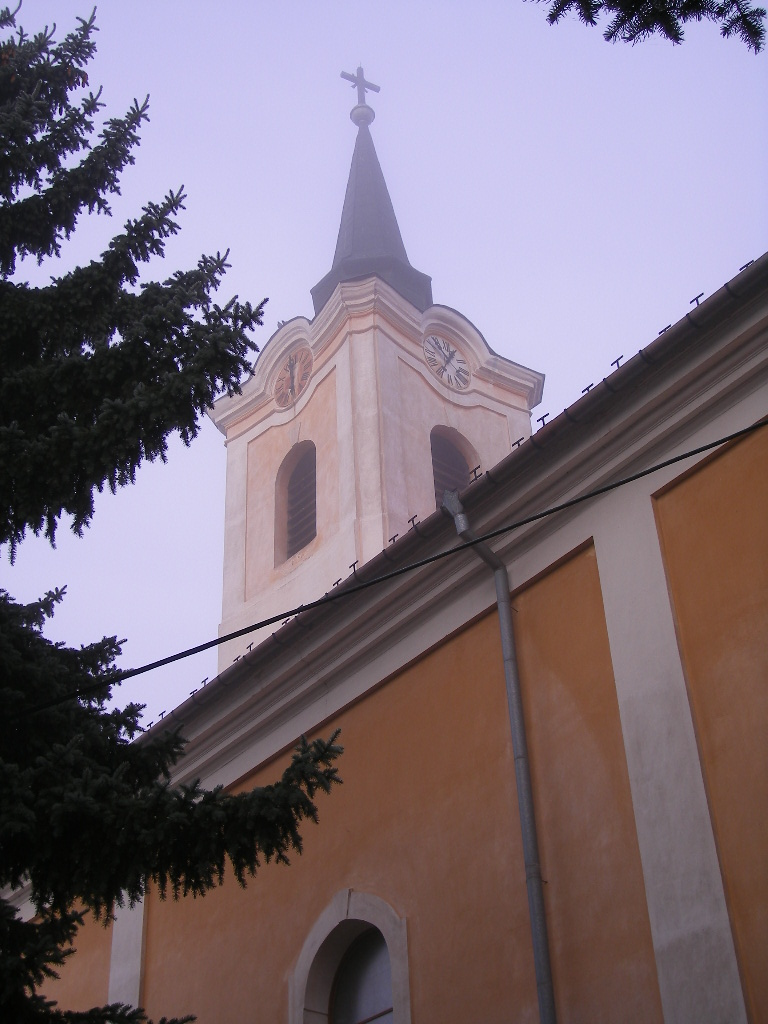
Margaretenkirche

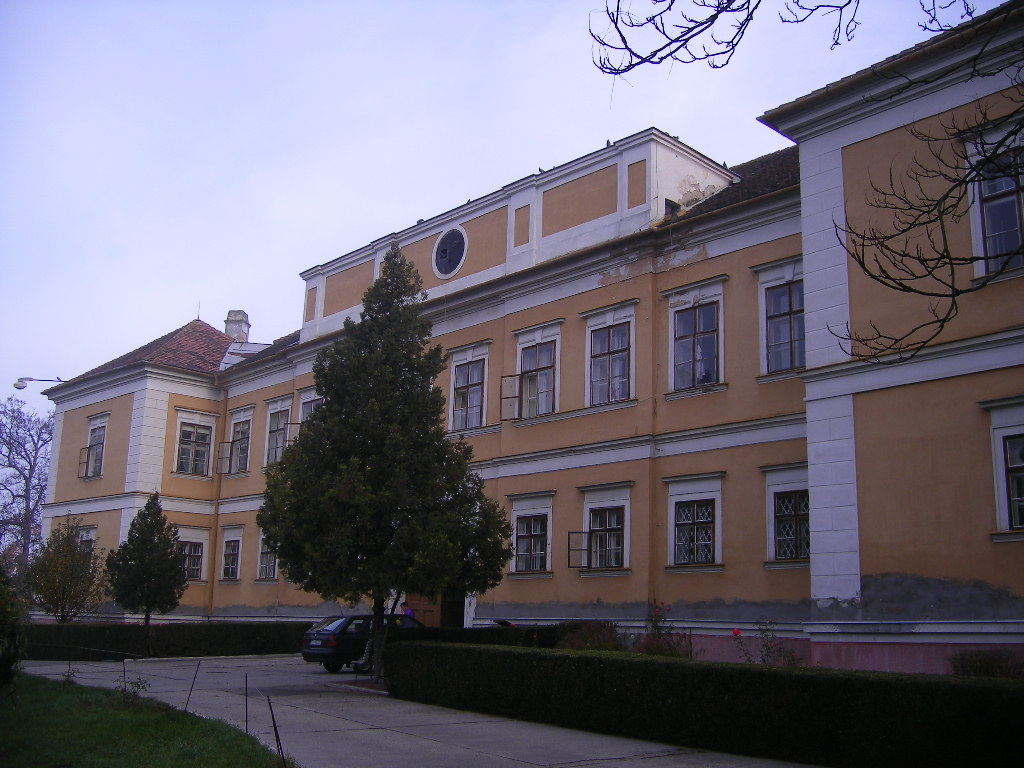
Teilansicht des Amade-Schlosses

Der Ort wurde 1102 erstmals schriftlich als Beys, 1264 dann als Terra castri Zolgageur Bews erwähnt. Er entstand wohl im frühen 11. Jahrhundert und war im frühen ungarischen Staat ein Grenzort, wo die Petschenegen eine nahe Furt überwachten. Die erwähnte Burg Zolgageur (im heutigen Ungarischen Szolgagyőr) lag bei Malé Blahovo (heute einem Stadtteil von Dunajská Streda) und wurde während des Mongolensturms verwüstet. Seit dem 13. Jahrhundert bis zur Abschaffung der Leibeigenschaft 1848 herrschte die Familie Amade, bzw. Üchtritz-Amade im Ort. 1468 erhielt der Ort von Matthias Corvinus das Recht, wöchentlich Märkte zu veranstalten. Im 16. Jahrhundert wurden einige deutsche Kolonisten angesiedelt, deshalb wurde die Ortschaft in einen deutschen und einen ungarischen Teil geteilt. 1553 gab es insgesamt 25 Porta, 1828 zählte man 195 Häuser und 1803 Einwohner, die vorwiegend als Landwirte beschäftigt waren. Zum Herrschaftsgut der Familie Amade im 19. Jahrhundert gehörte unter anderen ein Meierhof, eine Brauerei und eine Brennerei, zwischen 1855 und 1876 arbeitete im Ort eine Zuckerfabrik der Familie Üchtritz. 1861 und 1867 verwüsteten Brände Teile des Ortes.
Bis 1918 gehörte der Ort zum Königreich Ungarn im Komitat Pressburg und kam dann zur neu entstandenen Tschechoslowakei. Durch den Ersten Wiener Schiedsspruch kam die Gemeinde 1938 bis 1945 wieder zu Ungarn. 1948 wurde der Ort zu Ehren des slowakischen Militärangehörigen und Heydrich-Attentäters Jozef Gabčík in Gabčíkovo umbenannt. 1997 fand ein Referendum über den Antrag für den Erwerb des Stadtrechts statt, auf Grund der geringen Wahlbeteiligung war er jedoch ungültig.
Am 1. Januar 2016 erhielt Gabčíkovo zusammen mit der nordslowakischen Gemeinde Turany per Beschluss des Nationalrates der Slowakischen Republik Stadtrecht.

## Bevölkerung
| Jahr:                | 1994. | 2004.   | 2014.   | 2024.   |
| -------------------- | ----- | ------- | ------- | ------- |
| Anzahl der Personen: | 4971  | 5117    | 5397    | 5290    |
| Unterschied:         |       | +2,93 % | +5,47 % | -1,98 % |

| Jahr:                | 2023. | 2024.   |
| -------------------- | ----- | ------- |
| Anzahl der Personen: | 5268  | 5290    |
| Unterschied:         |       | +0,41 % |

Nach der Volkszählung 2011 wohnten in Gabčíkovo 5361 Einwohner, davon 4711 Magyaren, 580 Slowaken, 13 Tschechen, acht Mährer, fünf Ukrainer, jeweils drei Polen, Roma und Russen sowie jeweils ein Jude und Russine. Acht Einwohner gaben eine andere Ethnie an und 25 Einwohner machten keine Angabe zur Ethnie.
4810 Einwohner bekannten sich zur römisch-katholischen Kirche, 170 Einwohner zur reformierten Kirche, 24 Einwohner zur Evangelischen Kirche A. B., 14 Einwohner zur griechisch-katholischen Kirche, 12 Einwohner zur evangelisch-methodistischen Kirche, 11 Einwohner zur Pfingstbewegung und acht Einwohner zur orthodoxen Kirche; 24 Einwohner bekannten sich zu einer anderen Konfession. 186 Einwohner waren konfessionslos und bei 102 Einwohnern wurde die Konfession nicht ermittelt.

## Bauwerke und Denkmäler

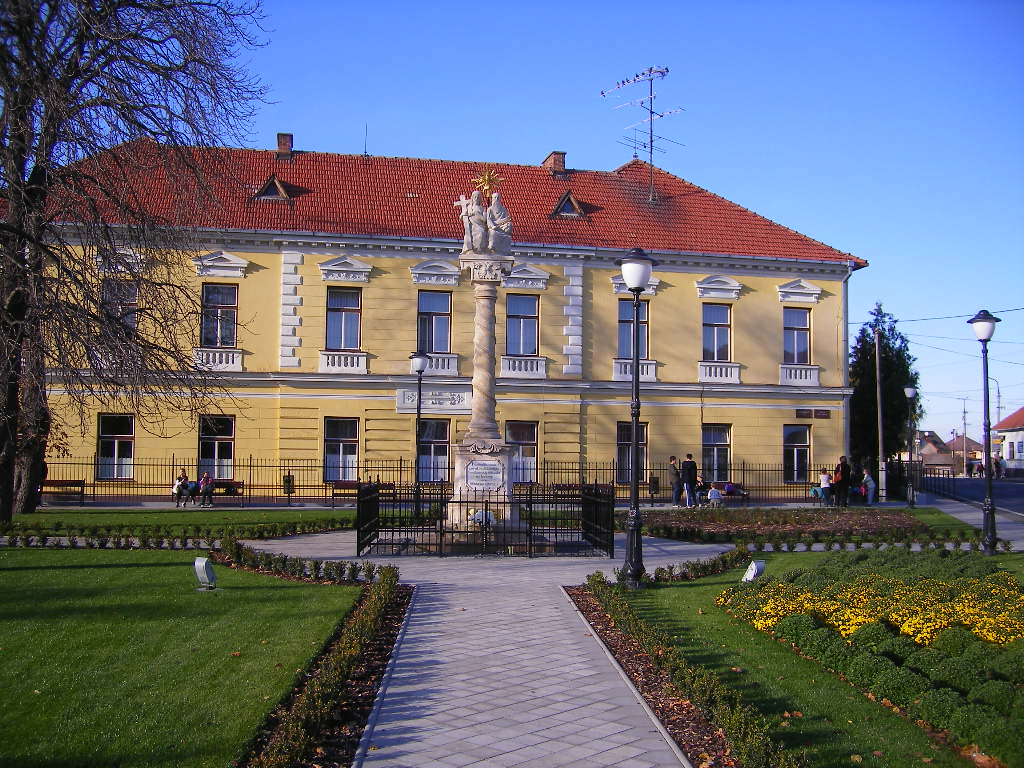
Dreifaltigkeitssäule und ein Haus

- römisch-katholische Margaretenkirche (slowakisch Kostol sv. Margity) im gotischen Stil aus dem 14. Jahrhundert, im 18. Jahrhundert im Barockstil neu gestaltet
- Amadé-Schloss (slowakisch Amadeovský kaštieľ) aus dem 17. Jahrhundert, Ende des 18. Jahrhunderts im barock-klassizistischen Stil neu gestaltet. An das Schloss ist ein Park angeschlossen.
- Dreifaltigkeitssäule im barock-klassizistischen Stil aus dem späten 18. Jahrhundert

## Verkehr

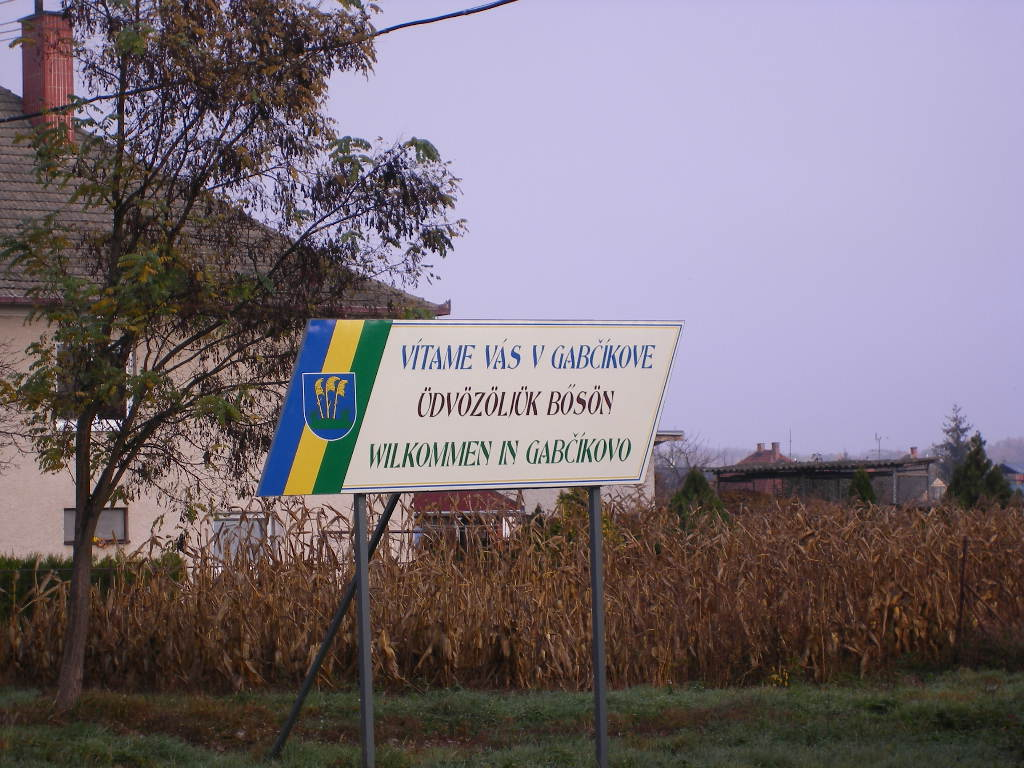
Dreisprachiges Willkommensschild (slowakisch, ungarisch, deutsch)

Im Zentrum von Gabčíkovo treffen sich zwei Straßen 2. Ordnung: die II/506 im Verlauf zwischen Báč und Medveďov, während die II/507 hier beginnt und Richtung Dunajská Streda verläuft und erst in Žilina in der Nordslowakei endet. Der nächste Bahnhof ist in Dunajská Streda an der Bahnstrecke Bratislava–Komárno in 12,5 km Entfernung.
Ein Teil des Donauradwegs passiert nahe der Stadt beiderseits des Kraftwerkskanals, bevor beide Äste sich am Kraftwerk selbst vereinigen und danach nur noch am linken Ufer weiter fortlaufen.

## Infrastruktur

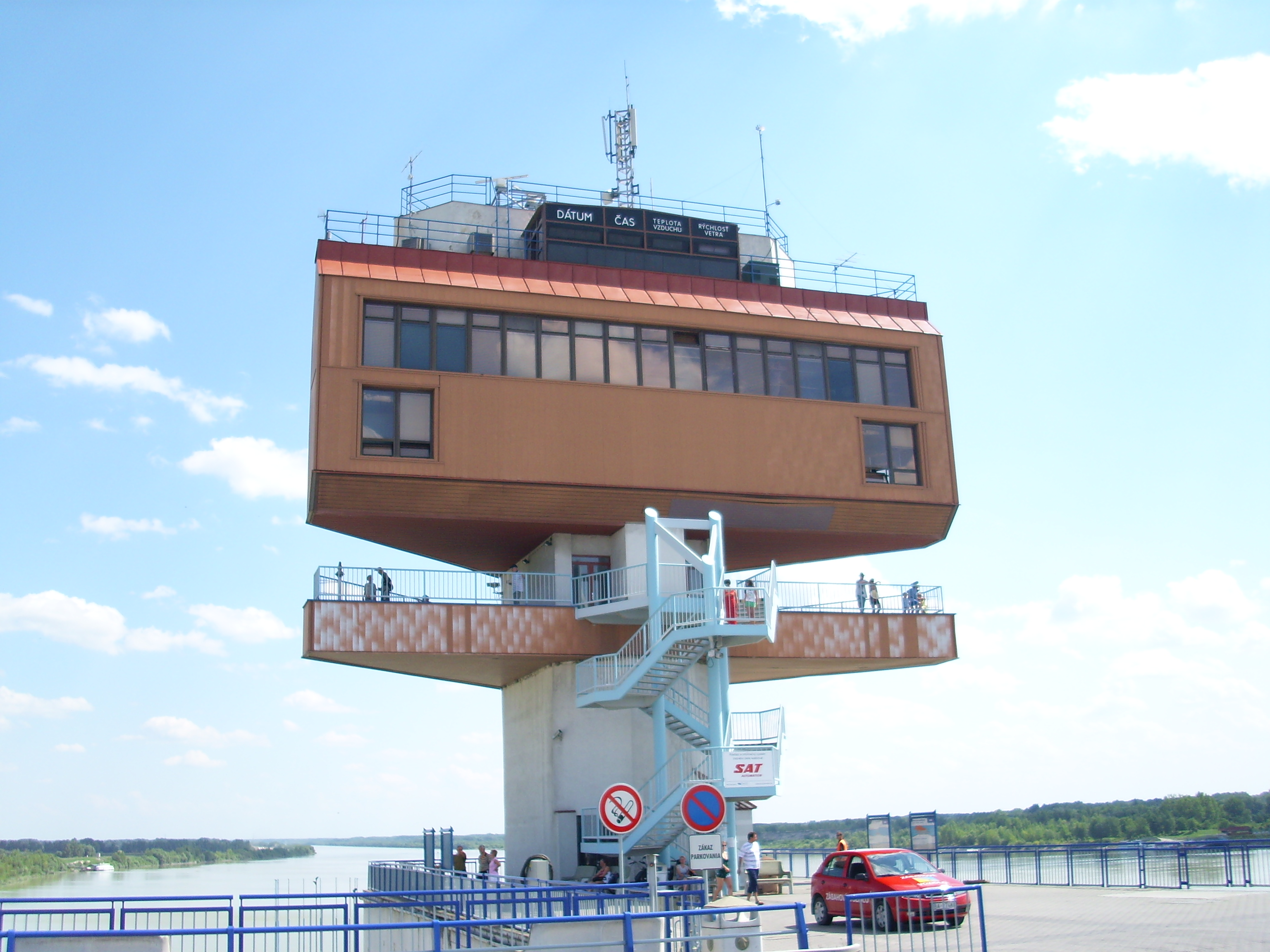
Kontrollturm des Wasserkraftwerks Gabčíkovo

Der Ort ist inner- und außerhalb der Slowakei bekannt für das Donau-Wasserkraftwerk Gabčíkovo, dessen Bau zu diplomatischen Problemen zwischen Ungarn und der Slowakei geführt hat.
Im Ort steht auch ein Komplex der Technischen Universität Bratislava mit einem großen fünfstöckigen Wohngebäude. Dieses diente schon während der Jugoslawienkriege der 1990er Jahre als Flüchtlingsheim.
Mitte Juli 2015 wurde zwischen den Republiken Slowakei und Österreich ein Abkommen getroffen, 500 Asylwerber aus dem im Rahmen der EU-Flüchtlingskrise völlig überfüllten Lager Traiskirchen hier unterzubringen. Für Österreich wäre das eine Entlastung der unhaltbaren Zustände, die schon vom UNHCR kritisiert wurden, für die Slowakei eine Aufwertung in Europa: Die Slowakei ist eines der Schlusslichter Europas, was die Aufnahme von Flüchtlingen betrifft, 2013 waren nur 440 Personen unter Asylverfahren, bei einer Kontingentierung durch die EU müssten weitere knapp 800 Menschen aufgenommen werden. Bei einer Bürgerbefragung sprachen sich – bei einer Wahlbeteiligung von 53 Prozent – 97 Prozent gegen die Unterbringung aus; die Abstimmung ist nicht bindend. In Bratislava kam es im Kontext zu einer größeren ausländerfeindlichen Demonstration.

## Söhne und Töchter der Stadt
- Ladislaus Amade von Várkonyi (1703–1764), ungarischer Dichter
- Antal Amadé de Várkonyi (1760–1835), ungarischer Graf und Präfekt